# Arothron mappa
Poisson-ballon griffonné
Espèce
Statut de conservation UICN

 LC  : Préoccupation mineure
Arothron mappa, ou communément nommé Poisson-ballon griffonné, est une espèce de poissons marins démersale de la famille des tétrodons.

## Description
Arothron mappa est un poisson de taille moyenne pouvant atteindre 65 cm de long. Son corps est ovale, globuleux et relativement allongé. Le corps ne possède pas d'écailles ni de nageoires pelviennes. Les nageoires dorsale et anale sont de taille réduite, situées bien en arrière du corps de manière symétrique. Sa bouche est terminale et dotée de quatre fortes dents. Il a deux paires de narines sur son court museau.
La couleur de fond du corps est blanchâtre avec un important réseau de lignes noires, brunes ou vert foncé discontinues, avec un départ irradiant de l’œil. selon les individus, il est possible de noter la présence de taches sombres à jaunâtres sur certaines parties du corps comme autour de la bouche, l'anus, les nageoires ou sur toute autre partie du corps.

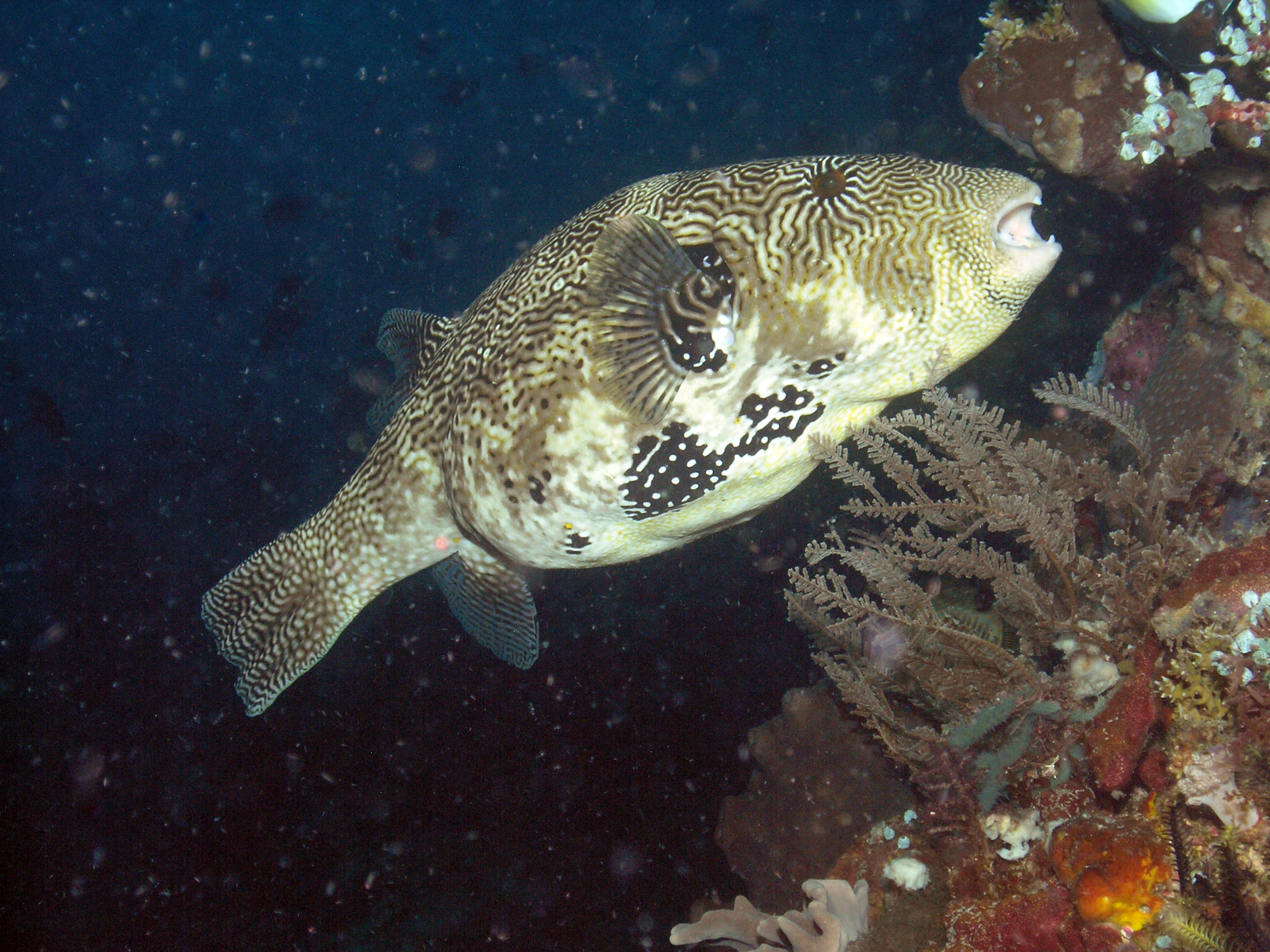
A Sulawesi
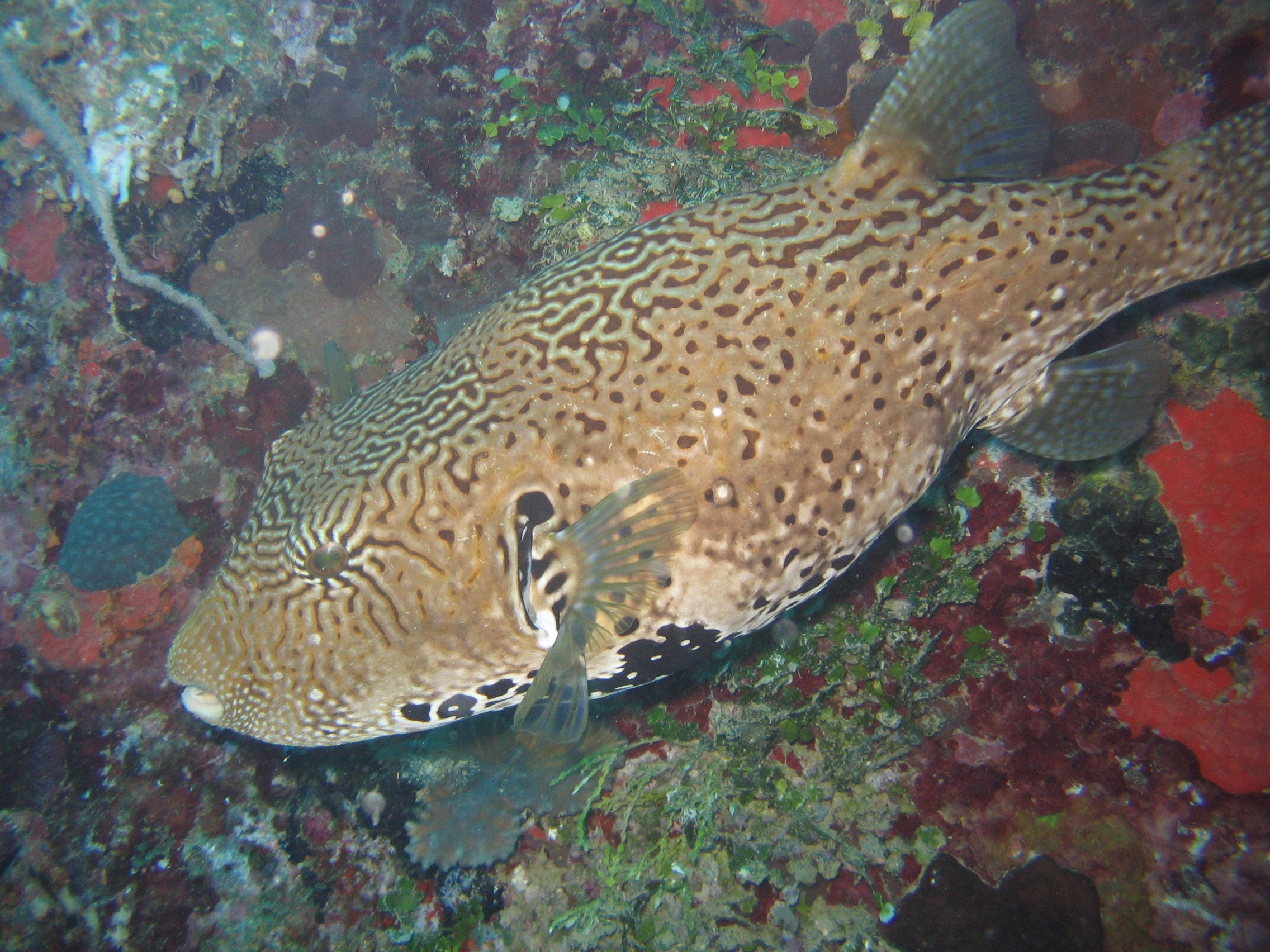
En Micronésie
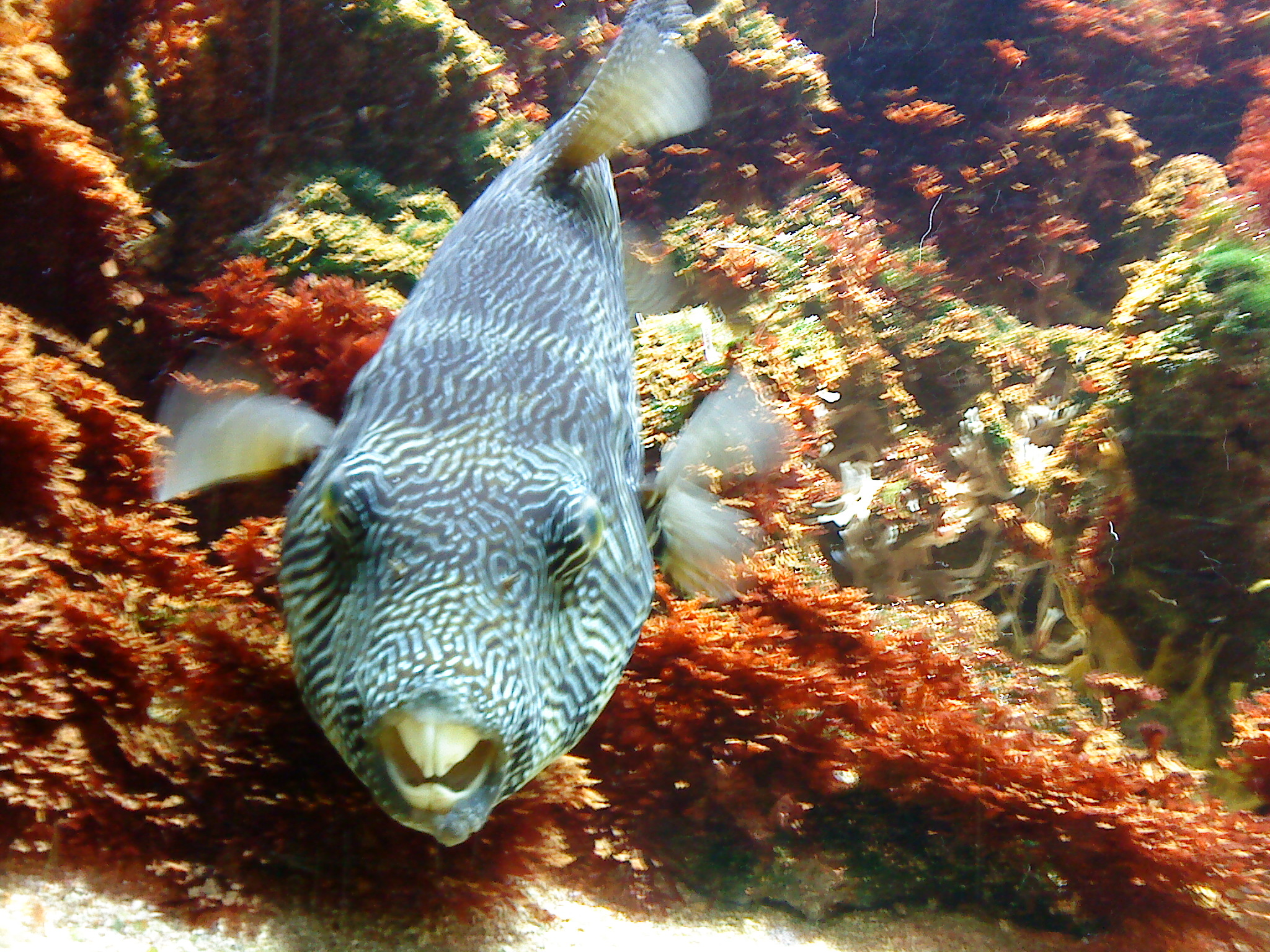
Au Museum-aquarium de Nancy

## Distribution & habitat
Il fréquente les eaux tropicales et subtropicale de l'océan Indien et de l'ouest de l'océan Pacifique. Il affectionne les tombants récifaux ainsi que les lagons protégés et ce de la surface à 30 m de profondeur.

## Alimentation
Il se nourrit d'invertébrés benthiques, d'algues et d'éponges,.

## Comportement
Cet Arothron une activité diurne, il est solitaire et craintif.